# 红河站
红河站位于中华人民共和国云南省红河哈尼族彝族自治州蒙自市，是中国铁路昆明局集团有限公司管辖的铁路车站，也是弥蒙高速铁路的起讫站，2022年12月16日建成启用，现有弥蒙高铁和玉河铁路经过。

## 历史
2022年3月19日，玉河铁路蒙自北-长桥海段拨接引入红河站普速场。红河站的站房则于2022年7月建成。
2022年12月16日，本站随弥蒙高铁建成启用，同年12月26日开始停靠经由玉河铁路的动力集中动车组车次。
目前，红河站既是弥蒙铁路（高铁）的终点站，也是玉河铁路（普铁）的中间站，但因弥蒙铁路（高铁）与玉河铁路技术标准不一样，所以红河站与蒙自站目前暂不具备高速列车互通条件。

## 车站情况
红河站的站房总建筑面积28350平方米，候车厅面积8700平方米，属于线侧平式站房，以“七彩承蕴、梦筑滇南”为设计理念，外观以金色、白色、灰色为主，其中金色代表红河哈尼梯田稻谷成熟后的丰收，吊顶两侧的波浪设计成梯田层叠状的元素，两侧的白色条纹则采用了本站紧邻的长桥海波浪的元素。红河站的站场设4台9线，其所在的红河综合交通枢纽是云南省第一个集高铁、普速铁路、机场和轨道交通于一体的大型综合枢纽站，是中国辐射南亚东南亚的重要基础设施。

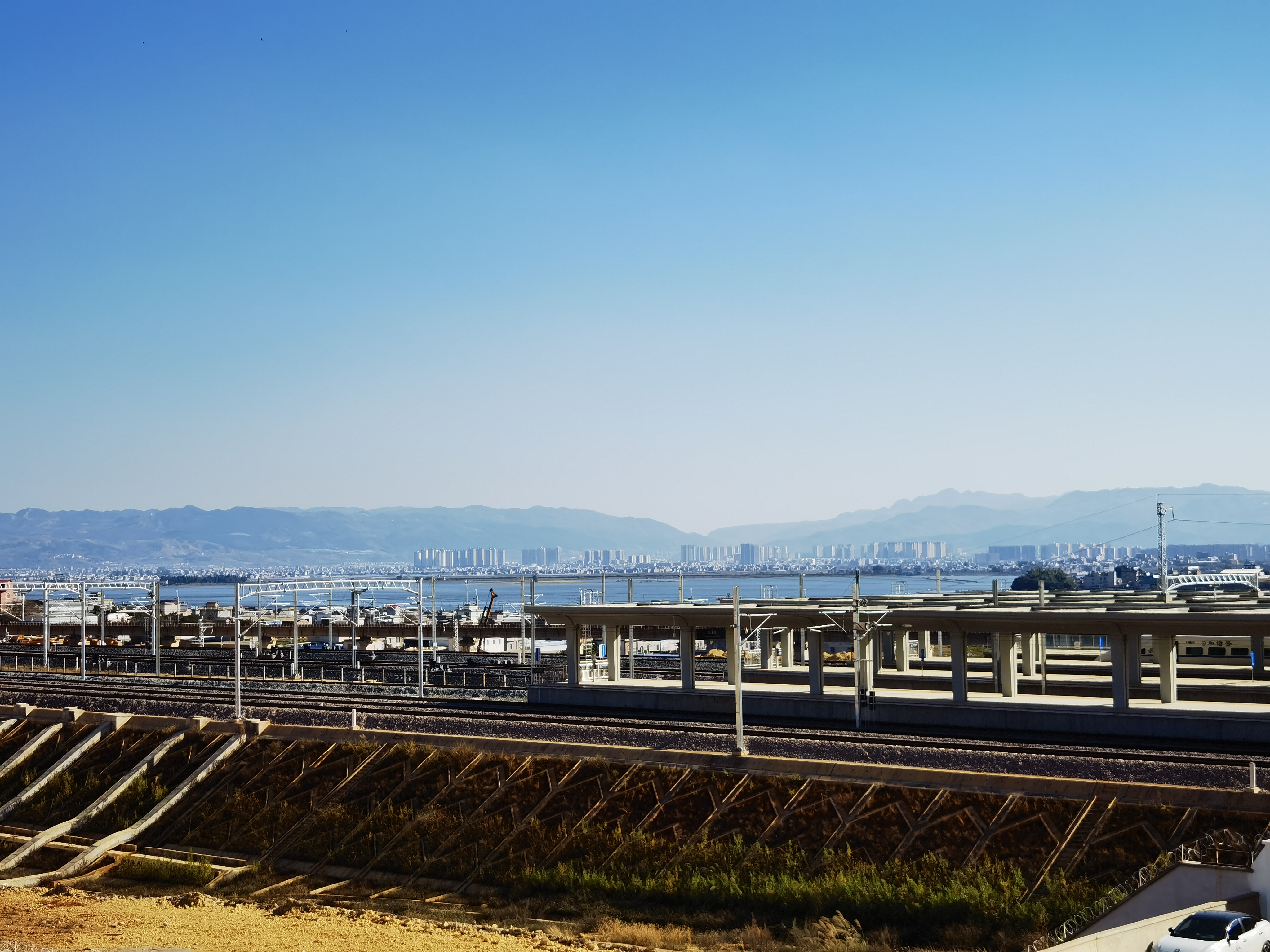
弥蒙高铁红河站始发段

## 交通换乘

### 站内换乘
旅客乘坐高铁列车到达红河站后，需要前往建水方向、河口方向或蒙自站，可在站内转乘玉河铁路列车前往。

### 站外公共汽车
截至2023年1月，共有4条公共汽车线路途经红河站：
| 线路名称        | 始发终到站     | 始发终到站     | 途径城市       |
| --------------- | -------------- | -------------- | -------------- |
| 蒙自枢纽快线1号 | 红河交通枢纽站 | 月牙塘         | 蒙自市         |
| 蒙自枢纽快线2号 | 红河交通枢纽站 | 塞纳公馆       | 个旧市、蒙自市 |
| 蒙自枢纽快线3号 | 红河交通枢纽站 | 红河州行政中心 | 蒙自市         |
| 个旧-红河站专线 | 红河站         | 百货大楼       | 个旧市、蒙自市 |